# Willie Waddell
William „Willi“ Waddell (* 7. März 1921 in Forth; † 14. Oktober 1992 in Glasgow) war ein schottischer Fußballspieler, -trainer und -funktionär. Mit den Glasgow Rangers, für die er lange Zeit als Spieler aufgelaufen war, gewann er als Trainer unter anderem den Europapokal der Pokalsieger. Den FC Kilmarnock führte er zum bis dato einzigen schottischen Meistertitel der Vereinsgeschichte.

## Sportlicher Werdegang

### Spielerkarriere
Waddell begann mit dem Fußballspielen beim Forth Wanderers FC. Über den FC Strathclyde kam er als Teenager 1938 zu den Glasgow Rangers, wo er in einem Freundschaftsspiel gegen den FC Arsenal erstmals in der Wettkampfmannschaft auflief. Anschließend lief der Außenstürmer für den Klub in der Division One auf und trug in 27 Saisonspielen in der Spielzeit 1938/39 mit sieben Saisontoren zum Gewinn der Meisterschaft bei. Aufgrund des Ausbruchs des Zweiten Weltkriegs kam der Spielbetrieb jedoch anschließend zum Erliegen. Nach Kriegsende etablierte er sich über weite Strecken als Stammspieler und avancierte dabei zum schottischen Nationalspieler, als er zwischen 1946 und 1954 17 Länderspiele bestritt und dabei sechs Tore erzielte. Mit dem Klub gewann er in der ersten Nachkriegssaison 1946/47 das Double aus Meisterschaft und Ligapokal, im Endspiel um den Scottish League Cup 1946/47 gegen den FC Aberdeen kam er jedoch unter Trainer Bill Struth nicht zum Einsatz. Zwei Jahre später holte er mit dem Klub das Triple aus seiner dritten Meisterschaft, dem Ligapokal und dem Scottish FA Cup. Während er beim 2:1-Erfolg über die Raith Rovers im Ligapokalendspiel erneut nur zweite Wahl war, stellte Struth ihn beim 4:1-Erfolg über den FC Clyde im SFA-Cup-Endspiel nach Treffern durch Doppeltorschütze George Young, Jimmy Duncanson und Billy Williamson auf. In der Spielzeit 1949/50 wurde die Mannschaft zwar erneut Doublegewinner, aber weder bestritt er mit sieben Saisonspielen ausreichend Partien für eine Meistermedaille, noch kam er im Endspiel um den Scottish FA Cup 1949/50 beim 3:0-Sieg über den FC East Fife zum Einsatz. In der Spielzeit 1952/53 holte er abermals das Double, dieses Mal stand er in beiden Finalduellen mit dem FC Aberdeen − nach einem 1:1-Remis wurde ein Wiederholungsspiel nötig, das ein Treffer von Billy Simpson zugunsten der Rangers entschied − um den Scottish FA Cup 1952/53 auf dem Platz. 1955 beendete er nach insgesamt 546 Spielen und 140 Toren für die Rangers − davon 201 offizielle Meisterschaftsspiele, in denen er 39 Tore erzielt hatte − seine aktive Laufbahn.

### Tätigkeiten als Journalist, Trainer und Funktionär
Zunächst arbeitete Waddell als Sportreporter. 1957 übernahm er den Trainerposten beim FC Kilmarnock, mit dem er zwischen 1959 und 1964 viermal Vizemeister wurde. Mit der Mannschaft erreichte er zudem im Wettbewerb um den Scottish FA Cup 1959/60 das Finalspiel, das Doppeltorschütze Jimmy Millar zugunsten der Glasgow Rangers − die in der Meisterschaft auf den dritten Platz verwiesen worden waren −entschied. Erneute Endspielteilnahmen im Ligapokal 1960/61 sowie 1962/63 folgten, die Rangers sowie Heart of Midlothian setzten sich dort jedoch jeweils erneut durch. In der Meisterschaft 1964/65 lieferte sich der Klub mit Heart of Midlothian und Dunfermline Athletic einen Kampf um die Meisterschaft. Am letzten Spieltag traf der FC Kilmarnock mit zwei Punkten Rückstand auf Heart of Midlothian und schlug den Konkurrenten mit 2:0. Dadurch punktgleich war letztlich die Defensive entscheidend, denn bei 90:49 Toren des Konkurrenten führte bei 62:33 eigener Bilanz der Torquotient von 1,88 zu 1,84 den FC Kilmarnock zum Titelgewinn.
Nach dem Triumph verließ Waddell den FC Kilmarnock und arbeitete erneut als Sportjournalist. Dabei arbeitete er insbesondere für Evening Citizen und die schottische Ausgabe des Daily Express.
Parallel hatte Celtic Glasgow unter Jock Stein eine dominierende Rolle in der schottischen Meisterschaft eingenommen und nach dem Meistertitel des FC Kilmarnock alle folgenden Meisterschaften gewonnen. Unter David White, der 1967 den langjährigen Trainer Scot Symon abgelöst hatte, waren die Rangers parallel in der Meisterschaft abgerutscht und nach einem schwachen Start in die Spielzeit 1969/70 wurde dieser als erster Trainer der Rangers-Geschichte vorzeitig und ohne Titelgewinn freigestellt. Zunächst übernahm Ex-Spieler Willie Thornton interimistisch das Traineramt, ehe Waddell im Herbst 1969 als Trainer reaktiviert werden konnte. Zwar blieb in der Meisterschaft der Erfolg aus − Stein sollte mit neun Celtic-Meistertitel in Serie einen Rekord aufstellen, den die Rangers unter Graeme Souness und insbesondere Walter Smith zwischen 1988 und 1997 später egalisierten −, durch den Gewinn des Ligapokals 1971 durch einen 1:0-Erfolg über Celtic nach einem Treffer Derek Johnstone wurde jedoch eine sechsjährige Durststrecke beendet und wieder ein nationaler Titel gewonnen. Zudem stand die Mannschaft im Endspiel um den Scottish FA Cup 1970/71, das gegen den Meister im Wiederholungsspiel verloren ging. Damit war der Klub jedoch teilnahmeberechtigt für den Europapokal der Pokalsieger 1971/72, wo nach Erfolgen über Stade Rennes, Sporting Lissabon, den AC Turin und den FC Bayern München das Finalspiel erreicht wurde. Im Camp Nou schossen Colin Stein und Doppeltorschütze Willie Johnston eine 3:0-Führung heraus, nach Gegentreffern von Wladimir Estrekow und Alexander Machowikow wurde ein 3:2-Erfolg über den FK Dynamo Moskau erkämpft.
Erneut nutzte Waddell einen großen Triumph zum Absprung von der Trainerbank. Während er in die Administration des Klubs wechselte, übernahm Jock Wallace junior seine Nachfolge und gemeinsam prägten sie eine erfolgreiche Ära mit mehreren Titelgewinnen − darunter die Meisterschaft 1975, mit der die Celtic-Serie beendet wurde. Während Waddells Trainerzeit war es zur Ibrox-Katastrophe im Januar 1971 gekommen, als während des Old-Firm-Derbys gegen Celtic Glasgow während eines Gedränges und der anschließenden Panik nach dem Zusammenbruch einer Absperrung am Eingang zahlreiche Besucher niedergetrampelt wurden und 66 Menschen starben. Als General Manager des Klubs sorgte Waddell für eine Rundum-Erneuerung des Stadions, bei dem das für die Weltmeisterschaft 1974 seinerzeit gerade neu gebaute Dortmunder Westfalenstadion als Vorbild diente und entsprechend als reines Sitzplatzstadion konzipiert wurde. Anschließend gehörte er ab 1975 als Stellvertreter dem Vorstand des Klubs an, als nach dem Tod des bisherigen Rangers-Vorstandsvorsitzenden Matthew Taylors der Stellvertreter Rae Simpson aufgerückt war und Waddell dessen Position übernahm. Später war er bis zu seinem Tod Direktor ehrenhalber.
Waddell wurde später in die Hall of Fame des Glasgow Rangers aufgenommen.